# 高地島

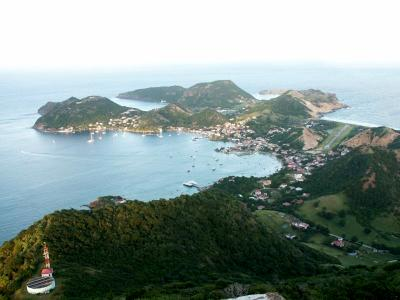

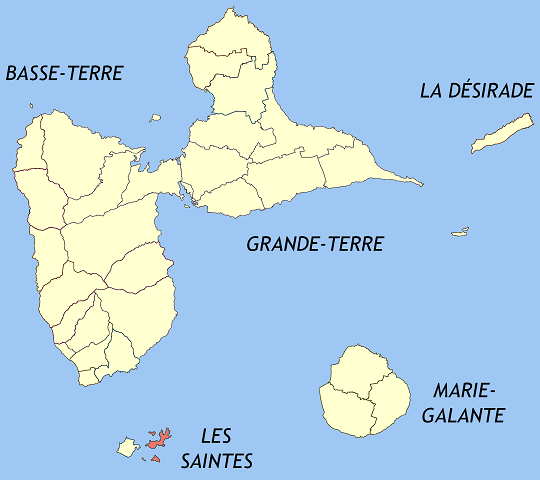

15°52′N 61°34′W / 15.867°N 61.567°W
高地島（法語：Terre-de-Haut，法語發音：[tɛʁ də o]），又称上岛，是法國海外省瓜德羅普的島嶼，位於加勒比海，屬於桑特群島的一部分，是該群島最東端的島嶼，面積5.22平方公里，最高點海拔高度306米，2007年人口1,908。